# Whiteface Reservoir (Minnesota)
Whiteface Reservoir es un territorio no organizado ubicado en el condado de St. Louis en el estado estadounidense de Minnesota. En el Censo de 2010 tenía una población de 473 habitantes y una densidad poblacional de 0,54 personas por km².

## Geografía
Whiteface Reservoir se encuentra ubicado en las coordenadas 47°13′14″N 92°9′12″O / 47.22056, -92.15333. Según la Oficina del Censo de los Estados Unidos, Whiteface Reservoir tiene una superficie total de 870.08 km², de la cual 837.5 km² corresponden a tierra firme y (3.74%) 32.58 km² es agua.

## Demografía
Según el censo de 2010, había 473 personas residiendo en Whiteface Reservoir. La densidad de población era de 0,54 hab./km². De los 473 habitantes, Whiteface Reservoir estaba compuesto por el 98.73% blancos, el 0% eran afroamericanos, el 0.21% eran amerindios, el 0.21% eran asiáticos, el 0% eran isleños del Pacífico, el 0% eran de otras razas y el 0.85% pertenecían a dos o más razas. Del total de la población el 0.42% eran hispanos o latinos de cualquier raza.